# Hedik
Hedik è un piatto della cucina turca e azera a base di chicchi di grano e ceci bolliti come ingredienti di base. L'Hedik può anche essere dolce, aggiungendo pekmez (pekmezli hedik in turco). Nella cultura tradizionale turca, quando a un bambino crescono i suoi primi denti, la famiglia offre un pasto a vicini e parenti, i quali devono avere un piatto dihedik, che si chiama diş buğdayı (grano del dente).
Nella cucina dell'Azerbaigian c'è un piatto (zuppa o stufato) con ingredienti simili chiamato Hədik.
In zone dell'Iran, la parola hedik è usata per indicare l'aşure.